# Dollot
Dollot ist eine französische Gemeinde mit 326 Einwohnern (Stand 1. Januar 2022) im Département Yonne in der Region Bourgogne-Franche-Comté (vor 2016 Bourgogne). Dollot gehört zum Arrondissement Sens und zum Kanton Gâtinais en Bourgogne. Die Einwohner werden Dollotiens genannt.

## Geographie
Dollot liegt etwa neunzehn Kilometer westnordwestlich des Stadtzentrums von Sens. Umgeben wird Dollot von den Nachbargemeinden Vallery im Norden, Lixy im Nordosten, Brannay im Osten und Nordosten, Saint-Valérien im Süden und Südosten, Montacher-Villegardin im Süden und Südwesten sowie Chéroy im Westen.

## Bevölkerungsentwicklung
| Jahr                       | 1881 | 1962 | 1968 | 1975 | 1982 | 1990 | 1999 | 2006 | 2013 |
| Einwohner                  | 505  | 282  | 280  | 245  | 232  | 265  | 307  | 298  | 323  |
| Quellen: Cassini und INSEE |      |      |      |      |      |      |      |      |      |

## Sehenswürdigkeiten

Kirche Saint-Germain

- Kirche Saint-Germain